# Jan Oerding
Jan Jörg Oerding (* 30. Dezember 1948 in Kleve) ist Generalleutnant a. D. des Heeres der Bundeswehr. Er war zuletzt von 2005 bis 2008 der erste Befehlshaber des Kommandos Operative Führung Eingreifkräfte in Ulm.

## Militärische Laufbahn
Am 1. Juli 1969 trat Oerding als Rekrut bei der Artillerie in Augustdorf in den Dienst der Bundeswehr. Von 1969 bis 1980 hatte er verschiedene Führungsverwendungen bei der Artillerie in Dülmen. Danach absolvierte Oerding von 1980 bis 1982, zusammen mit Manfred Engelhardt und Egon Ramms, den Generalstabslehrgang an der Führungsakademie der Bundeswehr in Hamburg.
Von 1982 bis 1995 diente Oerding auf Führungspositionen innerhalb des deutschen Heeres in Sigmaringen und Kellinghusen sowie im Bundesministerium der Verteidigung in Bonn. Von 1984 bis 1987 war er als Stabsoffizier der Panzerbrigade 29 in Sigmaringen tätig. Von 1995 bis 1998 war Oerding Kommandeur der Panzergrenadierbrigade 30 in Ellwangen. Im Auslandseinsatz war Oerding 1998 als nationaler Befehlshaber des 5. SFOR-Kontingents in Bosnien und Herzegowina eingesetzt. Im Anschluss versah er von 1998 bis 2001 Dienst im Führungsstab des Heeres in Bonn. Als Divisionskommandeur und Generalmajor führte er danach vom 9. März 2001 bis zum 31. März 2004 die 10. Panzerdivision in Sigmaringen. Anschließend wurde er zum Generalleutnant ernannt, nach Ulm versetzt und übernahm – wie schon drei Jahre zuvor die 10. Panzerdivision – von Karl-Heinz Lather das dortige II. Korps und gliederte dieses zum Kommando Operative Führung Eingreifkräfte um, dessen erster Befehlshaber er seit dem 7. Oktober 2005 war.
Oerding war wesentlich an der Initiierung und Mitgestaltung der zivil-militärischen Kooperation im Landkreis Sigmaringen beteiligt, der 2006 durch die Patenschaft mit dem Stab der 10. Panzerdivision Ausdruck verliehen wurde.
Am 10. Dezember 2008 übergab Oerding das Kommando an Wolf-Dieter Langheld und wurde anschließend mit einem Großen Zapfenstreich von Bundesminister der Verteidigung Franz Josef Jung in Ulm in den Ruhestand verabschiedet.

## Privates
Der gebürtige Rheinländer und seine Frau Margarete, Pädagogin an der Luise-Leininger-Schule in Sigmaringen, leben in Krauchenwies. Sie haben zwei erwachsene Töchter sowie zwei Enkel.

## Ehrungen
- 2001: Verdienstkreuz am Bande der Bundesrepublik Deutschland
- 2008: Silvesterorden
- 2009: Verdienstkreuz 1. Klasse der Bundesrepublik Deutschland